# Csiky Gergely Színjátszó Kör
Csiky Gergely Színjátszó Kör – a temesvári Ifjúsági Művelődési Ház magyar színjátszó csoportja. Fiatal munkások, diákok és értelmiségiek alakították 1978-ban. A közönség előtt 1979-ben mutatkoztak be Sütő András Vidám sirató egy bolyongó porszemért c. vígjátékának előadásával. Az együttes irányítója és rendezője Fall Ilona, a Temesvári Állami Magyar Színház művésznője. A csoport előadásaival Temes megye magyarlakta községeit is látogatta.